# لكمة أهل دجران

تعديل مصدري - تعديل

لكمة أهل دجران هي إحدى قرى عزلة القارة بمديرية رصد التابعة لمحافظة أبين، بلغ تعداد سكانها 113 نسمة حسب تعداد اليمن لعام 2004.